# Semien Shewa (Oromia)
Semien Shewa är en zon i Etiopien.   Den ligger i regionen Oromia, i den centrala delen av landet, 70 km norr om huvudstaden Addis Abeba. Antalet invånare är 1 431 305.